# 48 Korpus Armijny (Imperium Rosyjskie)
48 Korpus Armijny (ros. 48-й армейский корпус) – jeden ze związków operacyjno-taktycznych  Imperium Rosyjskiego w czasie I wojny światowej. 
Korpus wchodził w skład 9 Armii (20.12.1916 – 13.05.1917)

## Dowódcy Korpusu
- gen. lejtnant G. M. Szejdeman  (styczeń – czerwiec 1917)